# Scatella troi
Scatella troi är en tvåvingeart som beskrevs av Cresson 1933. Scatella troi ingår i släktet Scatella och familjen vattenflugor. Inga underarter finns listade i Catalogue of Life.